# Уильям Фиц-Алан
Уильям Фиц-Алан (англ. William fitzAlan; ум. 1160) — англонормандский рыцарь, шериф Шропшира, участник гражданской войны в Англии 1135—1154 годов на стороне императрицы Матильды и основатель дворянского рода Фицаланов, впоследствии — графов Арундел.

## Биография
Уильям Фиц-Алан был старшим сыном Алана Фиц-Флаада и Эвелин де Хесден. Отец Уильяма, небогатый рыцарь из Бретани и, вероятно, сенешаль сеньоров Доля, переселился в Англию в начале правления Генриха I и получил от короля ряд земельных владений в Шропшире, Норфолке и некоторых других графствах. После смерти Алана Фиц-Флаада большую часть его земель, включая замок Освестри в северо-западном Шропшире, на границе с Уэльсом, унаследовал старший сын Уильям, тогда как младший Уолтер был вынужден поступить на службу к шотландскому королю Давиду I и обосноваться в Шотландии. Потомки Уолтера Фиц-Алана стали носить фамилию Стюарт и впоследствии добились шотландского и английского королевских престолов. Потомки Уильяма Фиц-Алана остались в Англии и в дальнейшем стали использовать фамилию Фицалан, вошли в круг высшей английской аристократии и унаследовали обширные владения и титул графов Арундел.

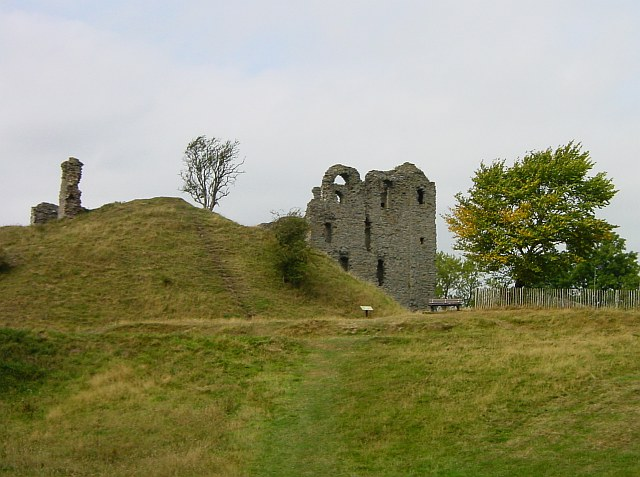
Замок Клан (Шропшир), резиденция Уильяма Фиц-Алана

Об Уильяма Фиц-Алане известно немного. В начале 1130-х годов он основал монастырь Хомонд в центральном Шропшире, позднее получивший статус аббатства. Около 1138 года Уильям Фиц-Алан был назначен шерифом Шропшира и получил в управление королевский замок Шрусбери. Однако в начавшейся гражданской войне 1135—1154 года Уильям принял сторону императрицы Матильды. В 1141 году Уильям участвовал в сражении при Винчестере, в котором войска Матильды потерпели сокрушительное поражение. Вскоре его замок Освестри был захвачен сторонниками короля Стефана, а около 1149 года перешёл под контроль валлийского князя Мадога ап Маредида. Тем не менее, Уильям оставался приверженцем Матильды до конца гражданской войны. Благодаря женитьбе на наследнице Элии де Сея, сеньора Клана, Фиц-Алану удалось присоединить к своим владениям стратегически важный замок Клан в юго-восточном Шропшире, контролирующий подступы в Центральный Уэльс. Обладание этими землями делало Уильяма Фиц-Алана одним из баронов Валлийской марки, что обеспечивало ряд административно-судебных привилегий и широкую степень автономии от центральной власти на территории своих владений.
После вступления на английский престол в 1154 году Генриха II, сына императрицы Матильды, Уильям Фиц-Алан был утверждён в должности шерифа Шропшира. Около 1156 года ему удалось отбить у валлийцев Освестри, который вскоре был превращён в одну из главных баз английской экспансии в направлении Гвинеда. В 1160 году (по другим сведениям, в 1166 году) Уильям Фиц-Алан скончался.

## Брак и дети
Уильям Фиц-Алан был женат первым браком на Кристиане, племяннице Роберта Глостерского, лидера партии императрицы Матильды в гражданской войне 1135—1154 гг., вторым браком — на Изабелле де Сей, дочери Элии де Сея, сеньора Клана, унаследовавшей после смерти отца замок и сеньорию Клан в юго-западном Шропшире. Дети Уильяма от первого брака:
- Кристиана, замужем за Гуго Пантульфом из Верна.

Дети Уильяма Фиц-Алана и Изабеллы де Сей:
- Уильям Фиц-Алан II (ок. 1154—1212), сеньор Клана и Освестри;
- Алан.